# Prosper Poullet
Prosper Antoine Marie Joseph, Vicomte Poullet, född 5 mars 1868 i Leuven, död 3 december 1937, var en belgisk politiker.
Poullet studerade juridik vid Katolska universitetet i Leuven och var senare professor vid universitetet. Han var medlem av K.A.V. Lovania Leuven, ett katolsk studentförbund.
Poullet var en framgångsrik politiker och medlem av katolska partiet och var ledamot av representerandekammaren. Han hade flera ministerposter mellan 1911 och 1934, konst- och vetenskapsminister 1911–1918, järnvägs- och postminister 1919–1920, inrikesminister 1924–1925 och 1932–1935, ekonomiminister 1925, justitieminister 1925–1926 och krigsminister 1926. Han var premiärminister 17 juni 1925–20 maj 1926 och tilldelades hederstiteln Ministre d'État ("statsminister") när han lämnade ämbetet.